# RFU Championship 2001-02
La RFU Championship 2001-02 fue la decimoquinta edición del torneo de segunda división de rugby de Inglaterra.

## Sistema de disputa
Los equipos se enfrentaran todos contra todos en condición de local y de visitante, totalizando 26 partidos en la fase regular.

## Clasificación
| Pos. | Equipo                      | Encuentros | Encuentros | Encuentros | Encuentros | Tantos | Tantos | Tantos | PB | PB | Puntos |
| Pos. | Equipo                      | PJ         | PG         | PE         | PP         | F      | C      | Dif    | BO | BD | Puntos |
| ---- | --------------------------- | ---------- | ---------- | ---------- | ---------- | ------ | ------ | ------ | -- | -- | ------ |
| 1    | Rotherham Titans            | 26         | 24         | 0          | 2          | 1,099  | 325    | 774    | 22 | 2  | 120    |
| 2    | Worcester                   | 26         | 23         | 0          | 3          | 941    | 364    | 577    | 14 | 0  | 106    |
| 3    | Exeter Chiefs               | 26         | 19         | 1          | 6          | 707    | 448    | 259    | 12 | 1  | 92     |
| 4    | Coventry RFC                | 26         | 16         | 3          | 7          | 730    | 559    | 171    | 4  | 8  | 82     |
| 5    | London Welsh                | 26         | 15         | 0          | 11         | 580    | 557    | 23     | 4  | 5  | 69     |
| 6    | Bedford Blues               | 26         | 12         | 3          | 11         | 654    | 600    | 54     | 6  | 8  | 68     |
| 7    | Otley RUFC                  | 26         | 11         | 1          | 14         | 601    | 675    | –74    | 4  | 6  | 56     |
| 8    | Birmingham and Solihull RFC | 26         | 10         | 1          | 15         | 432    | 626    | –194   | 6  | 4  | 52     |
| 9    | Wakefield RFC               | 26         | 9          | 2          | 15         | 514    | 607    | –93    | 3  | 4  | 47     |
| 10   | Rugby Lions RFC.            | 26         | 9          | 1          | 16         | 518    | 668    | –150   | 5  | 4  | 47     |
| 11   | Moseley RFC                 | 26         | 9          | 1          | 16         | 448    | 695    | –247   | 3  | 5  | 45     |
| 12   | Manchester RFC              | 26         | 8          | 0          | 18         | 381    | 758    | –377   | 3  | 1  | 36     |
| 13   | Henley RFC                  | 26         | 6          | 1          | 19         | 449    | 767    | –318   | 5  | 2  | 33     |
| 14   | Bracknell RFC               | 26         | 4          | 0          | 22         | 418    | 823    | –405   | 7  | 3  | 26     |

|  | Campeón.                            |
|  | Descendidos a la National League 1. |

| Bandera de Inglaterra    |
| Campeón Rotherham Titans |
| Segundo título           |